# Carex luridiformis
Carex luridiformis är en halvgräsart som beskrevs av Kenneth Kent Mackenzie, Anton Albert Reznicek och Maria del Socorro González Elizondo. Carex luridiformis ingår i släktet starrar, och familjen halvgräs.
Artens utbredningsområde är Colombia. Inga underarter finns listade i Catalogue of Life.